# Eddie Daniels
Pour les articles homonymes, voir Daniels.

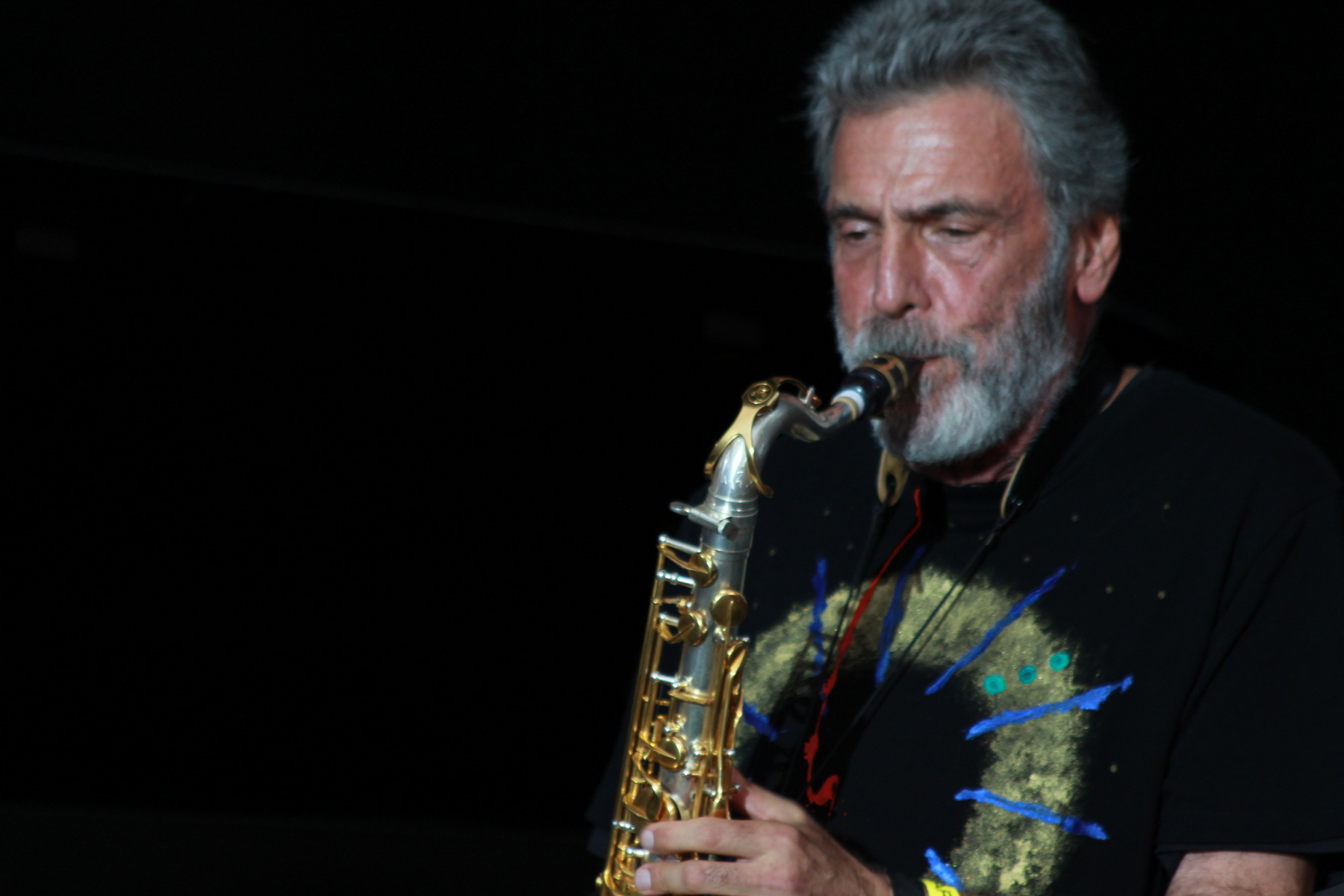
Eddie Daniels, Detroit jazz Festival 2013

Eddie Daniels, né le 19 octobre 1941, à New York, est un clarinettiste et saxophoniste américain.

## Biographie
Eddie Daniels est né à New York d'une famille juive. Sa mère a  émigré de Roumanie. Il grandit dans le quartier cossu de Manhattan Beach à Brooklyn. À l'âge de dix ans, il prend tout d'abord des cours avec le saxophoniste et clarinettiste Aaron Sachs (en), mari de la chanteuse Helen Merrill. Son premier instrument est le saxophone alto, puis à l'âge de 13 ans il apprend la clarinette. À l'âge de 15 ans, il joue du saxophone alto dans l'orchestre Marshall Brown's Youth Band au Newport Jazz Festival.
Il a étudié la clarinette, notamment avec Daniel Bonade.
Après ses études à la Juilliard School en 1966, il est membre pendant six années du Thad Jones/Mel Lewis Orchestra, jouant du saxophone ténor, de la clarinette et de la flûte.
Eddie Daniels tourne et enregistre avec un grand nombre de formation, du petit groupe à l'orchestre, et  apparaît de nombreuses fois à la télévision. Il a joué également avec des musiciens comme Bucky Pizzarelli, Freddie Hubbard, Billy Joel, Don Patterson et Richard Davis.
Le magazine DownBeat le récompense d'un prix New Star on Clarinet Award en 1968.
Depuis les années 1980, il joue principalement de la clarinette. En 1989, il joue le morceau Memos from Paradise, récompensé par un Grammy Awards du meilleur arrangement musical.
En 2009, le compositeur et saxophoniste suisse Daniel Schnyder (de) compose et lui dédie le Concerto for Clarinet and Orchestra called MATRIX 21 for Eddie Daniels. L’œuvre était commandée par l'Orchestre de chambre de Lausanne et la première mondiale se déroula à Lausanne en janvier 2010.
« Eddie Daniels combines elegance virtuosity in a way that makes me remember Arthur Rubinstein. He is a thoroughly well-bred demon. »
— Leonard Bernstein

« Eddie Daniels allie élégance et virtuosité d'une manière qui me fait penser à Arthur Rubinstein. C'est un démon parfaitement bien élevé. »
Il a collaboré avec la société spécialisée Hans Zinner et le facteur Leblanc USA pour concevoir un bec de clarinette éponyme.
Ces dernières années, il joue sur une clarinette modèle MoBa de chez Backun Musical Services (en).

## Récompenses
- Grammy Awards du meilleur arrangement musical 1989 pour Memos from Paradise
- Grand Prix de l’Académie du Jazz 2013 pour le meilleur disque de l’année[7],[8]:
  - Eddie Daniels & Roger Kellaway « Duke at the Roadhouse » (Ipo)

## Discographie

### Album comme leader
- First Prize!, (OJC, 1966)
- This is New, (Columbia, 1968)
- Flower for all Seasons, (Choice, 1973)
- Blue Bossa, (1973)
- Brief Encounter, (Muse, 1977) avec Andy LaVerne, Rick Laird et Billy Mintz (de)
- Morning Thunder, (Columbia, 1978)
- Breaktrough, (GRP, 1986)
- To Bird with Love, (GRP, 1987)
- Memos From Paradise, (GRP, 1988) avec Roger Kellaway, Eddie Gómez, Terry Clarke (ou Al Foster)
- Blackwood, (GRP, 1989)
- Nepenthe, (GRP, 1990) avec John Patitucci, Chuck Loeb et Dave Weckl
- This is Now, (GRP, 1991)
- Brahms: Clarinet Quintet, Op. 115 / Weber: Clarinet Quintet, Op. 34, (Reference recordings, 1991)
- Benny Rides Again, (GRP, 1992)
- Under the Influence, (GRP, 1993)
- Real Time, (Chesky, 1994)
- The Five Seasons, (Shanachie Records, 1995)
- Beautiful Love, (Shanachie Records, 1997)
- Blues for Sabine, (EMI, 1999)
- Swing Low Sweet Clarinet, (Shanachie Records, 2000)
- Crossing the Line, (Summit Records, 2004)
- Means what you say, (IPO, 2005)
- Beautiful Love: Intimate Jazz Portraits, (Shanachie Records, 2006)
- Homecoming: Eddie Daniels Live at the Iridium, 2007, avec Tom Ranier (en), Joe Locke, David Finck (en), Joe LaBarbera
- Bridges
- A Duet of one, (IPO, 2009), avec Roger Kellaway
- Live At the Library of Congress, (IPO, 2012)
- Duke at the Roadhouse ; Live in Santa Fe, (IPO, 2013), avec Roger Kellaway, James Holland
- Just Friends: Live at the Village Vangaurd, (Resonance, 2017)
- Heart of Brazil: a tribute to Egberto Gismonti, (Resonance, 2018) [9]
- Night Kisses, (Resonance, 2020)